# باربارا کراوزه
باربارا کراوزه (به آلمانی: Barbara Krause) ورزشکار زن رشتهٔ شنا اهل کشور آلمان شرقی است. وی در بین سال‌های ‎۱۹۸۰ میلادی در مسابقات بازی‌های المپیک تابستانی در مجموع ۳ مدال طلا را کسب کرد.